# Pietro Contrucci
Pietro Contrucci (Calamecca, 27 gennaio 1788 – Firenze, 24 agosto 1859) è stato un abate, politico ed epigrafista italiano.

## Biografia
Fu eminente esponente nel territorio pistoiese dei religiosi liberali. Acceso patriota, si distinse negli scritti e nell'azione politica e sociale. Ostile alla dominazione francese, sostenitore dei Savoia nel 1848, fu eletto nell'Assemblea dei rappresentanti toscani nel 1859, anno in cui morì, alla vigilia del compimento della tanto desiderata unità nazionale. Il corpo fu traslato a Pistoia, dove ricevette solenni onoranze funebri.
I suoi scritti comprendono anche memorie e un ricco epistolario.

## Opere
- Opere edite ed inedite, Tipografia Cino, Pistoia, 1841
- Monumenti del Giardino Puccini, (con altri), Tipografia Cino, 1846